# ウェイン・ヘネシー
ウェイン・ロバート・ヘネシー（Wayne Robert Hennessey, 1987年1月24日 - ）は、ウェールズ・バンガー出身の元サッカー選手。ウェールズ代表。ポジションはGK。

## クラブ経歴

### ウルヴァーハンプトン・ワンダラーズ
2003年にウルヴァーハンプトン・ワンダラーズのユースへ入団。2006年にトップチームに昇格し、ブリストル・シティとストックポート・カウンティへのレンタル移籍を経験。
2007年にウルヴァーハンプトン・ワンダラーズへ復帰しレギュラーの座を確保。2007-08シーズンにはEFLチャンピオンシップ（2部）で全46試合に出場。続く2008-09シーズンにも正GKとしてウルヴァーハンプトン・ワンダラーズのゴールマウスを守り、クラブのプレミアリーグ昇格に貢献した。
自身初となるプレミアリーグでのシーズンとなった2009-10シーズンだったが、クラブはマーカス・ハーネマンを獲得し、同選手にポジションを奪われ13試合の出場に留まった。しかし翌2010-11シーズンにポジションを奪い返し、ハーネマンはエヴァートンへ放出された。
2011-12シーズンには低迷するチームの中で好セーブを連発してMOMを5回獲得するなど評価を高めたが、2012年4月のサンダーランド戦で前十字靭帯断裂の大怪我を負い、4試合を残して一足先にシーズンを終えた。その後クラブはシーズンを最下位の20位で終えたため、2部へ降格した。
当初は約6ヶ月での復帰予定であったが、2012年11月のトレーニングで再び靭帯損傷の怪我を負ったため、シーズンを棒に振ることとなった。負傷離脱中はカール・アイクムがゴールマウスを守ったが、ヘネシー不在の影響は非常に大きく、クラブはシーズンを23位で終え、2シーズン連続での降格を味わうこととなった。
ウルヴァーハンプトン・ワンダラーズのフットボールリーグ1（3部）降格に伴い、2013年にEFLチャンピオンシップのヨーヴィル・タウンへレンタル移籍し、半年間で12試合に出場した。

### クリスタル・パレス
2014年1月31日、プレミアリーグのクリスタル・パレスへ移籍。加入から2シーズンはクラブのゴールマウスを長年守るフリアン・スペローニからポジションを奪えなかったが、2015-16シーズンにレギュラーを獲得し29試合に出場した。
2018ｰ19シーズンより、ビセンテ・グアイタが加入すると、ポジションを奪われた。
2020ｰ21シーズンは、グアイタに加えてジャック・バトランドが加入したため、自身は第3GKに降格、ベンチ入りも厳しくなった。

### バーンリー
2021年7月20日、バーンリーへフリー移籍で加入し、2年契約を結んだ。加入後はニック・ポープの控えとしての立場だったが、ポープがコロナウイルスに感染している際に代わって出場。1シーズンのみの在籍となったが、リーグ戦2試合、カップ戦1試合に出場した。

### ノッティンガム・フォレスト
2022年7月15日、ノッティンガム・フォレストへ完全移籍。2年契約を結んだ。同年12月27日、正GKであるディーン・ヘンダーソンが所属元であるマンチェスター・ユナイテッド戦にて規定により出場できなかったため、加入後リーグ戦初出場を果たしたが、チームは0ｰ3で敗れた。その後、ヘンダーソンが怪我により長期離脱となったが、チームはパリ・サンジェルマンからケイラー・ナバスを獲得したため自身は第2GKのままにとどまった。
2023ｰ24シーズンは、ヘネシー以外のGK総入れ替えが行われ、マッツ・セルス、マット・ターナー、オディッセアス・ヴラホディモスに次ぐ第4GKの立場となり、シーズン通してベンチ入りも厳しくなった。2024年5月21日、契約満了により退団することが発表された。
2025年1月14日、シーズン終了までの再契約を発表した。

## 代表歴
各年代別のウェールズ代表に選出され、2007年5月26日に行われたニュージーランド代表との親善試合でA代表デビュー。
UEFA EURO 2016予選では全10試合中6試合を無失点に抑え、ウェールズ代表史上初のEURO出場権獲得に貢献した。UEFA EURO 2020では、台頭してきたダニー・ウォードがポジションを確保したために出場は無かった。
2022年3月29日、チェコ代表との親善試合でクリス・ガンター、ガレス・ベイルに続くウェールズ史上3人目の100試合出場を達成した。
2022 FIFAワールドカップ予選では1試合の出場に留まったが、プレーオフの準決勝オーストリア戦と決勝ウクライナ戦ではゴールマウスを守り、ウェールズの64年ぶりのワールドカップ出場権獲得に貢献した。2022 FIFAワールドカップでも正GKを務めたが、グループリーグ第2戦のイラン戦では後半41分にメフディ・タレミの顔面を膝で蹴ってしまう危険なプレーでレッドカードを提示され一発退場となった。ワールドカップでのGKの一発退場は史上3人目であった。

## 個人成績
2022年11月9日現在
| クラブ                             | シーズン | リーグ             | リーグ | リーグ | FAカップ | FAカップ | リーグカップ | リーグカップ | その他 | その他 | 合計 | 合計 |
| クラブ                             | シーズン | リーグ             | 出場   | 得点   | 出場     | 得点     | 出場         | 得点         | 出場   | 得点   | 出場 | 得点 |
| ---------------------------------- | -------- | ------------------ | ------ | ------ | -------- | -------- | ------------ | ------------ | ------ | ------ | ---- | ---- |
| ウルヴァーハンプトン・ワンダラーズ | 2006-07  | チャンピオンシップ | 0      | 0      | 0        | 0        | 0            | 0            | 2      | 0      | 2    | 0    |
| ウルヴァーハンプトン・ワンダラーズ | 2007-08  | チャンピオンシップ | 46     | 0      | 3        | 0        | 0            | 0            | —      | —      | 49   | 0    |
| ウルヴァーハンプトン・ワンダラーズ | 2008-09  | チャンピオンシップ | 35     | 0      | 2        | 0        | 1            | 0            | —      | —      | 38   | 0    |
| ウルヴァーハンプトン・ワンダラーズ | 2009-10  | プレミアリーグ     | 13     | 0      | 3        | 0        | 0            | 0            | —      | —      | 16   | 0    |
| ウルヴァーハンプトン・ワンダラーズ | 2010-11  | プレミアリーグ     | 24     | 0      | 0        | 0        | 3            | 0            | —      | —      | 27   | 0    |
| ウルヴァーハンプトン・ワンダラーズ | 2011-12  | プレミアリーグ     | 34     | 0      | 0        | 0        | 0            | 0            | —      | —      | 34   | 0    |
| ウルヴァーハンプトン・ワンダラーズ | 2012-13  | チャンピオンシップ | 0      | 0      | 0        | 0        | 0            | 0            | —      | —      | 0    | 0    |
| ウルヴァーハンプトン・ワンダラーズ | 2013-14  | リーグ1            | 0      | 0      | 0        | 0        | 0            | 0            | 0      | 0      | 0    | 0    |
| ウルヴァーハンプトン・ワンダラーズ | 合計     | 合計               | 152    | 0      | 8        | 0        | 4            | 0            | 2      | 0      | 166  | 0    |
| ブリストル・シティ (loan)          | 2006-07  | リーグ1            | 0      | 0      | 0        | 0        | 0            | 0            | 0      | 0      | 0    | 0    |
| ストックポート・カウンティ (loan)  | 2006-07  | リーグ2            | 15     | 0      | 0        | 0        | 0            | 0            | 0      | 0      | 15   | 0    |
| ヨーヴィル・タウン (loan)          | 2013-14  | チャンピオンシップ | 12     | 0      | 0        | 0        | 1            | 0            | —      | —      | 13   | 0    |
| クリスタル・パレス                 | 2013-14  | プレミアリーグ     | 1      | 0      | 0        | 0        | 0            | 0            | 0      | 0      | 1    | 0    |
| クリスタル・パレス                 | 2014-15  | プレミアリーグ     | 3      | 0      | 2        | 0        | 2            | 0            | 0      | 0      | 7    | 0    |
| クリスタル・パレス                 | 2015-16  | プレミアリーグ     | 29     | 0      | 6        | 0        | 3            | 0            | 0      | 0      | 38   | 0    |
| クリスタル・パレス                 | 2016-17  | プレミアリーグ     | 29     | 0      | 1        | 0        | 1            | 0            | 0      | 0      | 31   | 0    |
| クリスタル・パレス                 | 2017-18  | プレミアリーグ     | 16     | 0      | 1        | 0        | 1            | 0            | 0      | 0      | 18   | 0    |
| クリスタル・パレス                 | 2018-19  | プレミアリーグ     | 18     | 0      | 2        | 0        | 0            | 0            | —      | —      | 20   | 0    |
| クリスタル・パレス                 | 2019-20  | プレミアリーグ     | 3      | 0      | 1        | 0        | 1            | 0            | —      | —      | 5    | 0    |
| クリスタル・パレス                 | 2020-21  | プレミアリーグ     | 0      | 0      | 0        | 0        | 1            | 0            | —      | —      | 1    | 0    |
| クリスタル・パレス                 | 通算     | 通算               | 110    | 0      | 13       | 0        | 9            | 0            | —      | —      | 132  | 0    |
| バーンリー                         | 2021-22  | プレミアリーグ     | 2      | 0      | 0        | 0        | 1            | 0            | —      | —      | 3    | 0    |
| ノッティンガム・フォレスト         | 2022-23  | プレミアリーグ     | 0      | 0      | 0        | 0        | 2            | 0            | —      | —      | 2    | 0    |
| 総通算                             | 総通算   | 総通算             | 291    | 0      | 21       | 0        | 17           | 0            | 2      | 0      | 331  | 0    |

## 代表歴

### 出場大会
- ウェールズ代表
  - 2022 FIFAワールドカップ

### 試合数
2024年1月1日現在
- 国際Aマッチ 109試合 0得点（2007年-）[10]

| ウェールズ代表 | 国際Aマッチ | 国際Aマッチ |
| 年             | 出場        | 得点        |
| -------------- | ----------- | ----------- |
| 2007           | 7           | 0           |
| 2008           | 7           | 0           |
| 2009           | 9           | 0           |
| 2010           | 6           | 0           |
| 2011           | 9           | 0           |
| 2012           | 0           | 0           |
| 2013           | 3           | 0           |
| 2014           | 6           | 0           |
| 2015           | 7           | 0           |
| 2016           | 12          | 0           |
| 2017           | 7           | 0           |
| 2018           | 8           | 0           |
| 2019           | 8           | 0           |
| 2020           | 5           | 0           |
| 2021           | 4           | 0           |
| 2022           | 10          | 0           |
| 2023           | 1           | 0           |
| 通算           | 109         | 0           |